# Chlorita orientalis
Chlorita orientalis är en insektsart som först beskrevs av Dlabola 1961.  Chlorita orientalis ingår i släktet Chlorita och familjen dvärgstritar. Inga underarter finns listade i Catalogue of Life.